# Horní Dvořiště
Horní Dvořiště är en ort i Tjeckien.   Den ligger i regionen Södra Böhmen, i den södra delen av landet, 160 km söder om huvudstaden Prag. Horní Dvořiště ligger 656 meter över havet och antalet invånare är 506.
Terrängen runt Horní Dvořiště är kuperad åt nordväst, men åt sydost är den platt. Runt Horní Dvořiště är det ganska tätbefolkat, med 65 invånare per kvadratkilometer. Närmaste större samhälle är Vyšší Brod, 7,0 km väster om Horní Dvořiště. Omgivningarna runt Horní Dvořiště är en mosaik av jordbruksmark och naturlig växtlighet.